# تفجيرات العراق 17 ديسمبر 2012
تفجيرات العراق 17 ديسمبر 2012: سلسلة تفجيرات دامية وقعت في 14 منطقة في العراق غالبيتها من بلدات وقرى الشمال، وأسفرت عن مقتل 48 شخصاً وإصابة 125 آخرين. ووقعت الهجمات عشية الذكرى الأولى للانسحاب الأميركي من العراق. حيث قتل 19 شخص وإصيب العشرات نتيجة تفجير سيارتين أمام حسينيتين في شمالي وجنوبي كركوك. وتعرضت حافلة ركاب كانت تقل زوار إلى العتبات المقدسة لتفجير في سامراء، ما أسفر عن استشهاد شخص لبناني وإصابة أربعة اخرين.
ووقعت أكبر الهجمات في منطقة الدولعي بالقرب من مدينة الكاظمية في شمالي بغداد. وأدت إلى مقتل 11 شخصاً وإصابة 40 في انفجار سيارة داخل معرض لبيع السيارات. وسقط سبعة مدنيين وأصيب 12 بانفجار سيارة وسط قرية خزنة في شرقي الموصل، وقتل أيضا ثلاثة جنود بعدما أطلق مسلحون مجهولون النار عليهم في نقطتي تفتيش في شمالي الموصل. وأسفر تفجير سيارة في منطقة الكرادة في وسط بغداد عن مقتل شخص وإصابة أربعة. كما أصيب خمسة أشخاص في انفجار عبوة استهدفت دورية للشرطة في المدائن في جنوب شرقي بغداد.
وفي تكريت، فقد هاجم مسلحون مجهولون نقطة تفتيش للشرطة في غربي المدينة، قبل أن يفجروا سيارة بدورية للشرطة، ما أسفر عن مقتل خمسة عناصر من الشرطة وإصابة خمسة آخرين. وقتل ثلاثة جنود بانفجار عبوة ناسفة استهدفت دوريتهم بالقرب من الضلوعية.